# Traudl Hecher
Waltraud „Traudl“ Hecher-Görgl (* 28. September 1943 in Schwaz; † 10. Jänner 2023 ebenda) war eine österreichische Skirennläuferin. Sie zählte in den 1960er-Jahren zu den weltbesten Skirennläuferinnen und feierte mehr als 50 Siege in internationalen Rennen. Bei den Olympischen Winterspielen 1960 und 1964 gewann sie jeweils die Bronzemedaille in der Abfahrt; zudem wurde sie zehnmal österreichische Meisterin.

## Biografie
Hecher wurde als jüngstes dreier Kinder von Sepp und Hanni Hecher in Schwaz geboren. Ihr Vater brachte sie und die beiden Brüder schon früh zum Skisport. Hecher gewann als Fünfjährige das Abschlussrennen eines Kinderskitages und stieg später über die Tiroler Nachwuchskader in die Mannschaft des Österreichischen Skiverbandes (ÖSV) auf. Im Winter 1959 kam sie unter dem damals neuen ÖSV-Damentrainer Hermann Gamon bei ersten größeren Wettkämpfen zum Einsatz, neben dem Skirennsport absolvierte sie die Handelsschule in Schwaz.
Der Durchbruch an die Weltspitze gelang der damals 16-Jährigen im Winter 1959/1960, als sie zunächst in Abfahrt und Kombination der Hahnenkammrennen von Kitzbühel ihre ersten bedeutenden Siege feierte. Eine Woche später gewann sie bei den Österreichischen Meisterschaften in Saalfelden ihre ersten beiden nationalen Meistertitel in Slalom und Kombination. Damit sicherte sie sich noch einen Startplatz für die im Februar ausgetragenen Olympischen Winterspiele 1960 in Squaw Valley, wo sie hinter der Deutschen Heidi Biebl und der US-Amerikanerin Penny Pitou die Bronzemedaille in der Abfahrt gewann. Nach den Spielen gewann Hecher bei der anschließenden Nordamerika-Tournee den Slalom des Harriman Cups in Sun Valley und die Abfahrt der Nordamerikanischen Meisterschaften in Stowe. Zurück in Europa gewann sie unter anderem noch die Abfahrt der Arlberg-Kandahar-Rennen in Sestriere.
Im Winter 1960/1961 war die damals 17-jährige Hecher bereits die dominierende Läuferin. Nach ihrem Sieg zu Saisonbeginn in der Abfahrt des Kriterium des ersten Schnees in Val-d’Isère gewann sie jeweils Abfahrt, Slalom und Kombination bei den Hahnenkammrennen in Kitzbühel – die in jenem Jahr zum letzten Mal für Damen ausgetragen wurden –, in Saint-Gervais-les-Bains und in San Martino di Castrozza. Sie wiederholte ihren Abfahrtssieg bei den Arlberg-Kandahar-Rennen in Mürren, gewann alle drei Riesenslaloms der Drei-Pisten-Rennen in Arosa sowie einen Riesenslalom in Maurienne und einen Slalom in Méribel. Im nächsten Winter feierte sie im Jänner 1962 Siege in der Abfahrt der SDS-Rennen in Grindelwald und der Silberkrugrennen in Bad Gastein, doch bei den Weltmeisterschaften 1962 im Februar in Chamonix blieb Hecher – die vor WM-Beginn in der FIS-Weltrangliste an erster Stelle in Abfahrt, Riesenslalom und Slalom lag – mit einem sechsten Kombinationsrang als bestem Ergebnis weit hinter den Erwartungen. Gegen Saisonende gelangen ihr dann wieder zwei Siege in Abfahrt und Kombination der Arlberg-Kandahar-Rennen in Sestriere.
Im Winter 1962/1963 feierte Hecher eine Reihe weiterer Siege. Sie gewann die Abfahrt der ersten Goldschlüsselrennen in Tschagguns, den Riesenslalom in Saalfelden und den Slalom in Bad Wiessee. Weiters gewann sie Slalom und Kombination der Arlberg-Kandahar-Rennen in Chamonix, womit sie bei diesen Rennen ihren insgesamt sechsten Sieg feierte und mit der diamantenen Kandahar-Nadel ausgezeichnet wurde. Bei der Nordland-Tournee in Schweden und Norwegen folgten weitere Siege.
Ohne Sieg blieb Hecher jedoch im Winter 1963/1964. Zweite Plätze im Riesenslalom von Grindelwald und der Abfahrt in Bad Gastein waren ihre besten Ergebnisse. Sie zählte daher bei den Olympischen Winterspielen in Innsbruck nicht zu den absoluten Favoritinnen. Hinter ihren Landsfrauen Christl Haas und Edith Zimmermann gewann sie wie schon vier Jahre zuvor die Bronzemedaille in der Abfahrt. Mehrere Siege gelangen ihr wieder 1964/1965, unter anderem in Abfahrt und Kombination der Krummholzrennen in Haus im Ennstal, in allen vier Wettbewerben des Alpen-Cups in Davos (Abfahrt, Riesenslalom, Slalom und Kombination) sowie in der Abfahrt von Vail.
Im Winter 1965/1966 folgten Siege in Abfahrt und Kombination der Silberkrugrennen von Bad Gastein, in zwei Abfahrten in Saalbach-Hinterglemm und Cavalese sowie im Slalom des Goldenen Fuchses in Marburg. Bis zu den erst im August ausgetragenen Weltmeisterschaften 1966 in Portillo hielt ihre Form des Winters allerdings nicht an. Sie wurde nur 13. im Slalom und 16. in der Abfahrt, womit sie ihre – in Anbetracht der zahlreichen Rennsiege – eher bescheidene Medaillenbilanz bei Großereignissen nicht aufbessern konnte. In der Saison 1966/1967, in der die wichtigsten Rennen erstmals im Weltcup zusammengefasst wurden, belegte Hecher zwei dritte Plätze im Slalom am Monte Bondone und im Riesenslalom von Jackson Hole, womit sie in der Weltcupgesamtwertung 1967 den siebten Platz belegte. Vor Einführung des Weltcups war Hecher in inoffiziellen Jahreswertungen dreimal die Gesamtsiegerin gewesen. Ein Sieg gelang ihr 1967 nur in einem nicht zum Weltcup zählenden Riesenslalom in Innsbruck sowie in der Abfahrt der Österreichischen Meisterschaften in Schruns, womit die damalige österreichische Rekordmeisterin ihre Zahl an nationalen Titeln auf insgesamt zehn erhöhte.
Nach psychischen Problemen beendete Hecher im Sommer 1967 ihre Karriere. Sie schloss ihre Ausbildung an einer Damenmodeschule ab, die sie schon während ihrer aktiven Laufbahn als Gasthörerin begonnen hatte, und legte die Meisterprüfung als Schneiderin ab. Hecher war verheiratet mit dem Theologen und Gesprächstherapeuten Anton Görgl, mit dem sie in Parschlug in der Steiermark lebte. Von ihren drei Kindern wurden Stephan Görgl (* 1978) und Elisabeth Görgl (* 1981) ebenfalls Skirennläufer. Hecher-Görgl starb am 10. Jänner 2023 in ihrem Geburtsort Schwaz.

## Erfolge

### Olympische Winterspiele
(zählten zugleich als Weltmeisterschaften)
- Squaw Valley 1960: 3. Abfahrt, 25. Riesenslalom
- Innsbruck 1964: 3. Abfahrt, 8. Riesenslalom

### Weltmeisterschaften
- Chamonix 1962: 6. Kombination, 8. Abfahrt, 9. Riesenslalom, 12. Slalom
- Portillo 1966: 13. Slalom, 16. Abfahrt

### Weltcup
- Saison 1967: 7. Gesamtwertung, 7. Slalomwertung, 9. Abfahrtswertung, 10. Riesenslalomwertung
- 2 Podestplätze

### Siege in FIS-Rennen
- Abfahrt und Kombination der Hahnenkammrennen in Kitzbühel 1960
- Slalom des Harriman Cup in Sun Valley 1960
- Abfahrt der Nordamerikanischen Meisterschaften in Stowe 1960
- Abfahrt der Arlberg-Kandahar-Rennen in Sestriere 1960
- Riesenslalom in Hochsölden 1960
- Abfahrt des Kriterium des ersten Schnees in Val-d’Isère 1961
- Abfahrt, Slalom und Kombination der Hahnenkammrennen in Kitzbühel 1961
- Abfahrt, Slalom und Kombination in Saint-Gervais-les-Bains 1961
- Abfahrt, Slalom und Kombination in San Martino di Castrozza 1961
- Abfahrt der Arlberg-Kandahar-Rennen in Mürren 1961
- Riesenslalom in Maurienne 1961
- Slalom in Méribel 1961
- 3 Riesenslaloms der Drei-Pisten-Rennen in Arosa 1961
- Abfahrt der SDS-Rennen in Grindelwald 1962
- Riesenslalom der Silberkrugrennen in Bad Gastein 1962
- Abfahrt und Kombination der Arlberg-Kandahar-Rennen in Sestriere 1962
- Abfahrt der Goldschlüsselrennen in Tschagguns 1963
- Riesenslalom in Saalfelden 1963
- Slalom in Bad Wiessee 1963
- Slalom und Kombination der Arlberg-Kandahar-Rennen in Chamonix 1963
- Riesenslalom in Oslo 1963
- Slalom in Östersund 1963
- Riesenslalom in Gällivare 1963
- Abfahrt, Riesenslalom, Slalom und Kombination in Narvik 1963
- Riesenslalom in Lienz 1965
- Abfahrt und Kombination der Krummholzrennen in Haus 1965
- Abfahrt, Riesenslalom, Slalom und Kombination des Alpen-Cups in Davos 1965
- Riesenslalom und Slalom in Mariazell 1965
- Abfahrt in Vail 1965
- Abfahrt und Kombination der Silberkrugrennen in Bad Gastein 1966
- Slalom des Goldenen Fuchses in Marburg 1966
- Abfahrt in Saalbach-Hinterglemm 1966
- Abfahrt in Cavalese 1966
- Riesenslalom in Innsbruck 1967

### Österreichische Meisterschaften
Traudl Hecher gewann zehn österreichische Meistertitel:
- 2 × Abfahrt: 1965, 1967
- 1 × Riesenslalom: 1963
- 3 × Slalom: 1960, 1961, 1962
- 4 × Kombination: 1960, 1961, 1962, 1963

## Auszeichnungen
- 1996: Goldenes Verdienstzeichen der Republik Österreich[4]